# Chifle Machine
Chifle Machine es una agrupación, integrada por los youtubers ecuatorianos Emma Guerrero (actriz, conocida por el programa de televisión  Combate) Scarlett Ortiz, y  el guionista Ronald Bustamante, creadores de contenido para el canal de You tube Chife Machine. Realizan parodias, sus publicaciones y videos musicales se viralizan causando repercusión en los medios locales, debido a tocan la problemática social de Guayaquil.

## Temas sociales
En declaraciones a la prensa han manifestado que realizan parodias sobre la problemática social de los Barrios de Guayaquil, rayando a las clases sociales, tocando una percepción exagerada, y simplificada como "Soy del Sur", "Soy del Guasmo y jameo seco de chivo, en sus canciones las letras: "Soy aniñado", "Soy de Sauces", y "soy del sur", etiquetan al guayaquileño con estereotipos, tratando de buscar qué mismo son, ya que al porteño siempre lo etiquetan de sabroso y sabido, dándole una personalidad a los guayaquileños, según el lugar de dónde vienen.

## Canciones
- Soy de Sauces, es el primer video del canal, exponen realidades sociales, la letra de Soy de Sauces fue compuesta por los habitantes del sector, su objetivo no fue burlarse de los moradores sino divertirse y mostrar productos nuevos en YouTube.[5][6][7]
- Soy aniñado su segunda producción, es un crítica de los estereotipos sociales, al guayaco que le gusta aparentar, "come sushi y en voz baja bolón", al momento cuenta con 376 mil visualizaciones en la plataforma  de YouTube.[4][8]
- Soy sabido  se estrenó el 29 de noviembre de 2017 en la plataforma de YouTube.[9]
- Soy pelotero publicado en junio del 2018, cuenta con la menor visualización en comparación a todas sus anteriores producciones, siendo la menos reconocida, recibió malas críticas de sus seguidores en el portal y en redes sociales.[10]
- Soy del Sur, Sacar la piscina plástica a la calle los fines de semana, poner el parlante a alto volumen, tomarse una cerveza fría con los amigos en la calle son las características expuestas con música pop electrónica, muestran a manera de sátira la realidad de un sector populoso de Guayaquil, el sur. “No conozco la Bahía, soy aniñada. ¿Qué es la Metrovía? Soy aniñada”.[2]

## Televisión
Durante la temporada del Mundial de futbol Rusia 2018, el canal de televisión RTS junto talentos de redes sociales Emma Guerrero y Ronald Bustamante, del programa de YouTube Chifle Machine, James Long del programa de YouTube El Sukitruki, además de Cotto y Fonny, formaron parte del elenco del programa ‘La fiesta del gol’, de RTS. 
Este grupo de youtubers se encargaron de ponerle una dosis de entretenimiento al programa mundialista conducido por Alejandra Jaramillo y el actor Fernando Villarroel.

La idea es justamente esa, que el público que nos sigue en las redes ahora también nos vea en la pantalla”
Emma Guerrero

El programa ‘La fiesta del gol’ se transmitió en horario estelar, junto a este grupo de jóvenes youtubers estuvieron Richard Barker, Oswaldo Segura, Vicente Romero, Pedro Ortiz, Sandra Pareja, Gino Freire y Cristina Harzer.